# برهم‌زدگی زیستی

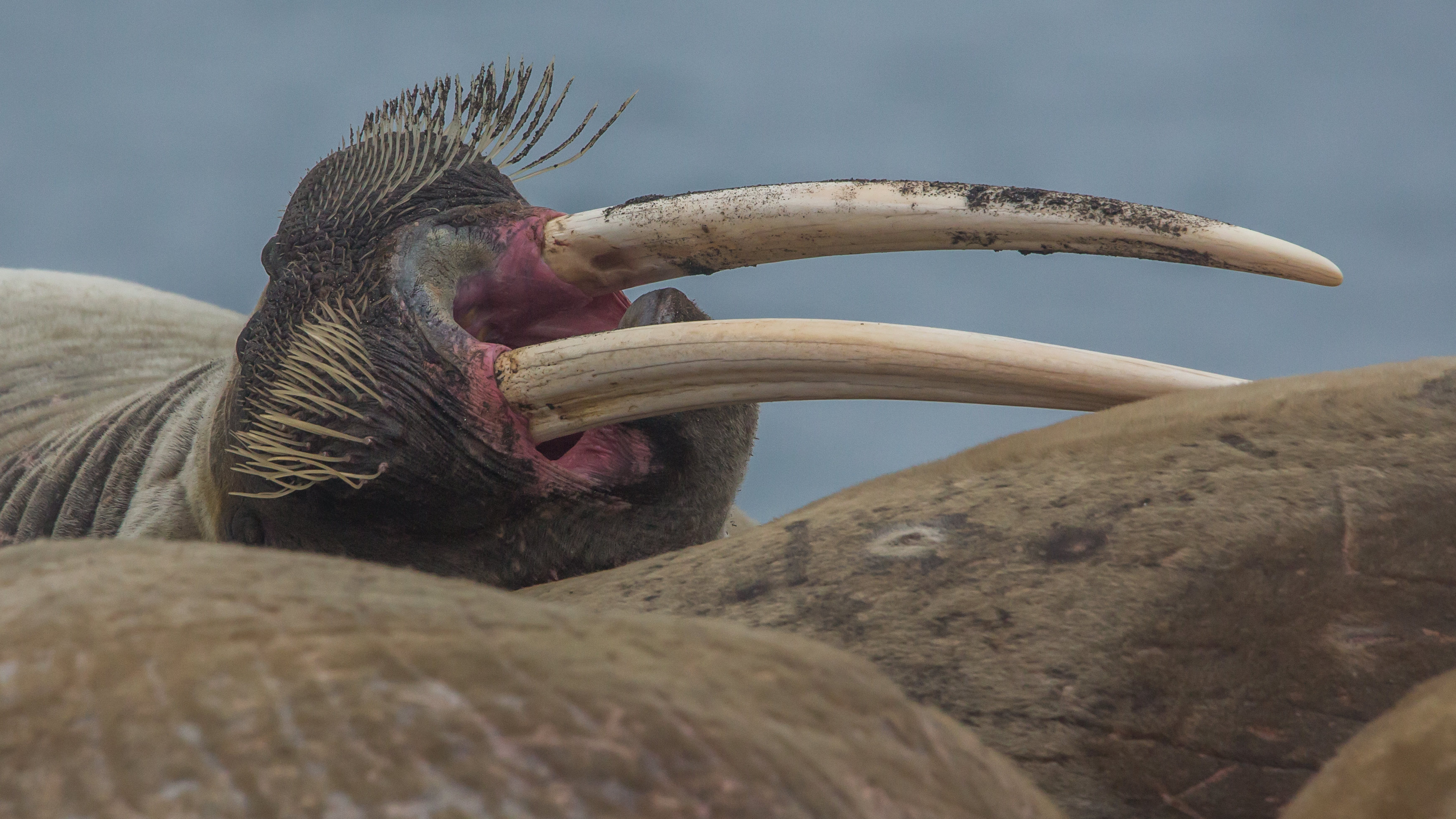
رسوب روی عاج چپ یک شیر دریایی. برهم‌زدگی زیستی والروس در رسوبات اعماق قطب شمال دارای اثرات بوم‌سازگان در مقیاس بزرگ است.

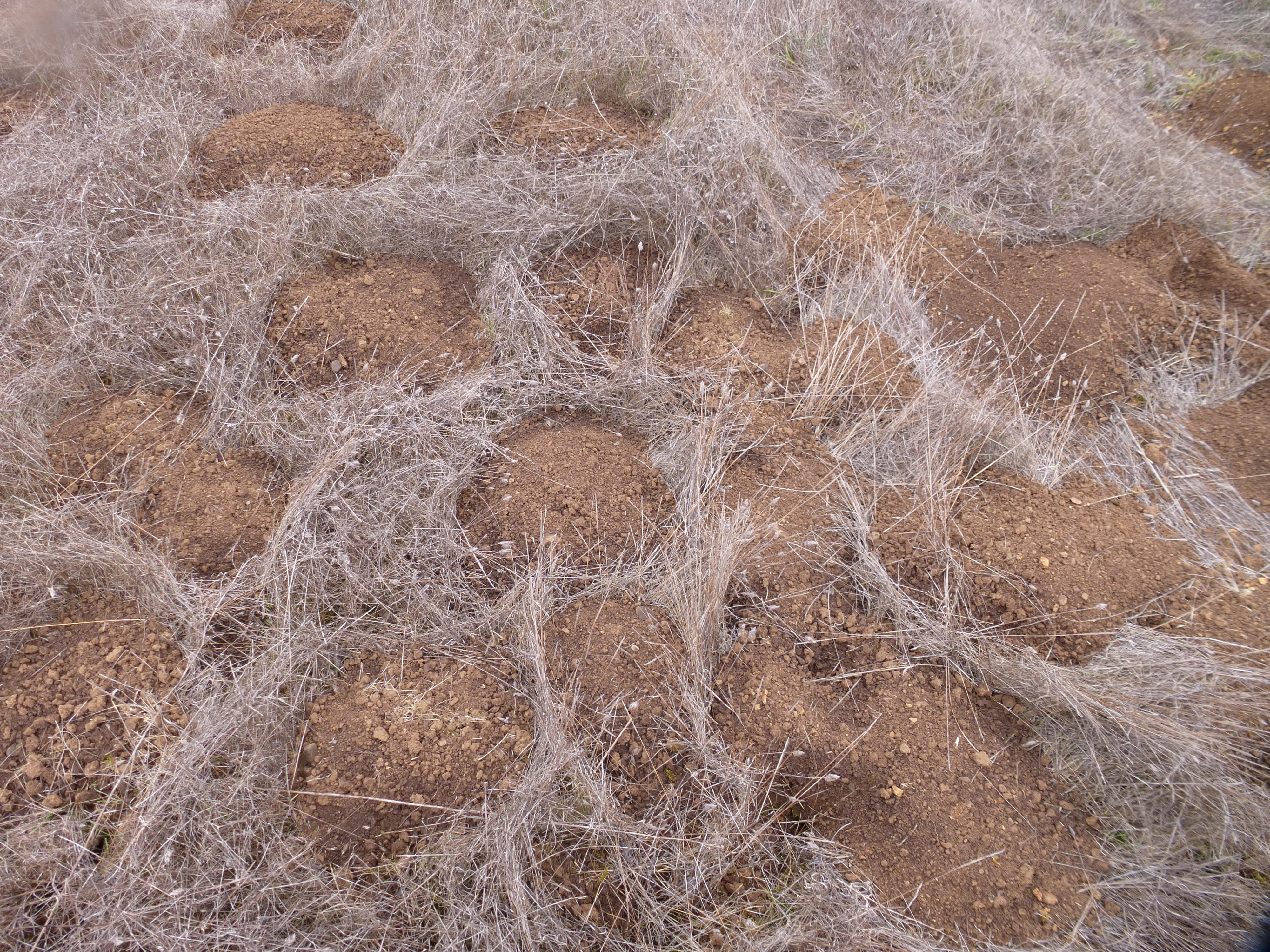
تپه‌های موش‌های دالان‌ساز

برهم‌زدگی زیستی (به انگلیسی: Bioturbation) به عنوان پردازش دوباره خاک و رسوبات توسط جانوران یا گیاهان تعریف می‌شود. این شامل نقب‌زدن، بلعیدن و دفع دانه‌های رسوب است. فعالیت‌های برهم‌زدگی زیستی تأثیر عمیقی بر محیط‌زیست دارند و گمان می‌رود که محرک اصلی تنوع زیستی باشد. مطالعه رسمی برهم‌زدگی زیستی در دهه ۱۸۰۰ توسط چارلز داروین در حال آزمایش در باغ خود آغاز شد. ازهم گسیختگی رسوبات آبزی و خاک‌های خشکی از طریق فعالیت‌های برهم‌زدگی زیستی خدمات بوم‌سازگان قابل توجهی را فراهم می‌کند. اینها شامل تغییر مواد مغذی در رسوبات آبزی و آب‌های پوشاننده، پناه دادن به گونه‌های دیگر به شکل حفره در بوم‌سازگان‌های خشکی و آبی و تولید خاک در خشکی است.
گراز دریایی، ماهی آزاد و موش‌های دالان‌ساز نمونه‌هایی از برهم زننده‌های بزرگ (large bioturbators) هستند. اگرچه فعالیت‌های این برهم‌زننده‌های بزرگ کلان‌زیاگان آشکارتر است، اما برهم‌زننده‌های غالب بی‌مهرگان کوچکی مانند کرم‌های خاکی، چندشاخه‌ها، میگوهای گل‌نشین، میگوهای گلی و لارو پشه‌های بی‌نیش هستند. فعالیت‌های این بی‌مهرگان کوچک که شامل نقب‌زدن و بلع و دفع دانه‌های رسوب می‌شود، به آمیختگی و جایگزینی ساختار رسوب کمک می‌کند.

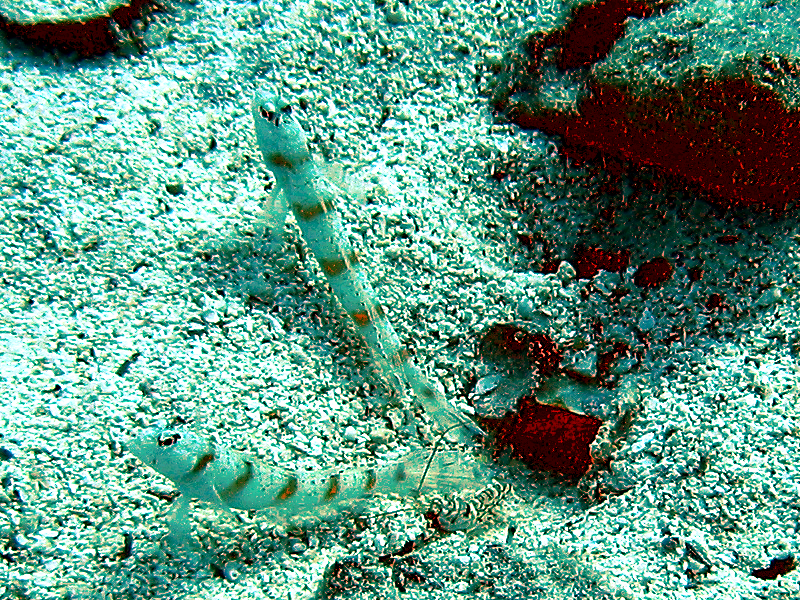
گوبی‌ها در بیرون از لانه می‌گویی مراقب هستند

رسوبات اکوسیستم دریاچه‌ها و برکه‌ها غنی از مواد آلی هستند و مواد آلی و مواد مغذی بیشتری در رسوبات نسبت به آب‌های پوشاننده دارند. بازسازی دوباره مواد مغذی از طریق برهم‌زدگی رسوب، مواد مغذی را به ستون آب منتقل می‌کند و در نتیجه، رشد گیاهان آبزی و فیتوپلانکتون‌ها (تولیدکنندگان اولیه) را افزایش می‌دهد. مواد مغذی اصلی مورد توجه در این شار نیتروژن و فسفر هستند که اغلب سطح تولید اولیه را در یک بوم‌سازگان محدود می‌کنند. برهم‌زدگی زیستی، شار شکل‌های معدنی (غیرآلی) این عناصر را افزایش می‌دهد که می‌تواند به‌طور مستقیم توسط تولیدکنندگان اولیه استفاده شود. علاوه بر این، برهم‌زدگی زیستی غلظت نیتروژن و مواد آلی دارای فسفر در ستون آب را افزایش می‌دهد که می‌تواند توسط جانوران مصرف شود و معدنی شود.